# Dalbergia foliosa
Dalbergia foliosa là một loài thực vật có hoa trong họ Đậu. Loài này được (Benth.) A.M.Carvalho miêu tả khoa học đầu tiên.